# Partij voor een vrij leven in Koerdistan
De Partij voor een vrij leven in Koerdistan (afgekort PJAK, Koerdisch:  Partiya Jiyana Azad a Kurdistanê) is een militante nationalistische Koerdische verzetsbeweging uit het Koerdische deel van Iran.
De partij strijd sinds 2004 tegen de Iraanse overheid.

Vlag van de PJAK met tekst.

De beweging maakt deel uit van de Koerdische Arbeiderspartij (PKK) volgens Iran en Turkije.
Turks-Koerdistan: Koerdische Arbeiderspartij · Koerdische Democratische Partij van Bakur

Iraaks-Koerdistan: Koerdische Democratische Partij (KDP) ·  Patriottische Unie van Koerdistan (PUK)

Syrisch-Koerdistan: Koerdistan Democratische Partij van Syrië · Democratische Uniepartij (PYD)

Iraans-Koerdistan: Democratische Partij van Iraans Koerdistan · Partij voor een vrij leven in Koerdistan (PJAK)